# Curve (filme)
Curve (bra: Terror na Estrada) é um filme americano de 2015, do gênero terror, dirigido por Iain Softley, com roteiro de Kimberly Lofstrom Johnson e Lee Patterson.
Estrelado por Julianne Hough e Teddy Sears, o filme teve sua estreia mundial no Film4 Fright Fest em 31 de agosto de 2015, e foi lançado comercialmente em 19 de janeiro de 2016, por meio de vídeo sob demanda, antes de ser lançado em formatos de mídia doméstica em 2 de fevereiro de 2016, pela Universal Pictures.

## Sinopse
Com o carro quebrado no meio da estrada, Mallory aceita a ajuda de um estranho que passava e, para retribuir, lhe dá uma carona, sem saber que o estranho é um psicopata.

## Elenco
- Julianne Hough como Mallory Rutledge
- Teddy Sears como Christian Laughton
- Penelope Mitchell como Ella Rutledge
- Madalyn Horcher como Katie Goldman
- Drew Rausch como Deputado
- Kurt Bryant como Pai de Katie

## Produção
Em outubro de 2013, foi anunciado que a Ombra Films, Blumhouse Productions e LBI Entertainment se uniriam para produzir o filme, com Iain Softley, a partir de um roteiro de Kimberly Johnson, que foi reescrito por Lee Paterson, com Juan Sola e Erik Olsen, produtor executivo, e Jason Blum produzindo por meio de seu banner na Blumhouse Productions. Nesse mesmo dia, foi anunciado que Julianne Hough havia sido escalada para o filme, como uma jovem noiva que está presa em seu carro em uma rodovia deserta. Naquele mesmo mês, foi anunciado que Teddy Sears havia sido escalado para o filme, como um carona predatório e encantador.